# Золоті лисенята
«Золоті́ лисеня́та» — формалістичний роман українського письменника Михайла Ялового, виданий у 1929 році. Твір розповідає про події громадянської війни, боротьбу лівого антиденікінського підпілля та амурні інтриги в цьому підпіллі.
Тема роману — пошуки способів революційної боротьби, з широкими підпільними зібраннями й провалами конспірацій, терористичними актами і небезпечно-романтичними подорожами, щасливими хвилинами кохання і психологічними драмами на цьому ґрунті. Цілісного фабульного стрижня в «Золотих лисенятах» немає. Роман тримається на кількох авантюрно-драматичних оповідях, сюжетні лінії яких через основних персонажів наприкінці твору все ж в'яжуться у спільний вузол.